# Campeonato Brasileiro de Futebol de 2014 - Série D
A Série D do Campeonato Brasileiro de Futebol de 2014 foi a sexta edição da competição de futebol profissional equivalente à quarta divisão no Brasil. Foi disputada excepcionalmente por 41 equipes que se classificaram através dos campeonatos estaduais e outros torneios realizados por cada federação estadual.
O Tombense conquistou o título após vencer o Brasil de Pelotas por 4–2, nos pênaltis, após empates por 0–0 tanto no jogo de ida, em Pelotas, quanto na volta, em Muriaé. Ambas as equipes, além dos semifinalistas Londrina e Confiança, foram os clubes promovidos para a Série C de 2015.

## Critérios de classificação
A Confederação Brasileira de Futebol havia estipulado que a competição seria disputada por 40 times, mas com o rebaixamento de cinco equipes da Série C 2013, a Série D foi disputada por 41 equipes em 2014.
As 41 vagas para a disputa da Série D em 2014 foram distribuídas da seguinte forma:
- Os cinco rebaixados da Série C de 2013;
- Os nove primeiros estados no Ranking Nacional das Federações, divulgado pela CBF, tiveram direito a dois representantes cada, indicados através do desempenho nos Campeonatos Estaduais ou outros torneios realizados por cada federação estadual;
- Os demais 18 estados tiveram um representante cada, indicados através do desempenho nos campeonatos estaduais ou outros torneios realizados por cada federação estadual.

Em caso de desistência, a vaga seria ocupada pelo clube da mesma federação melhor classificado, ou então, pelo clube apontado pela federação estadual. Se o estado não indicasse nenhum representante, a vaga seria repassada ao melhor estado seguinte posicionado no Ranking Nacional das Federações, que indicararia uma equipe a ocupar o mesmo grupo da equipe original. Caso a vaga ainda ficasse em aberto, seria transferida ao segundo estado seguinte e melhor colocado no ranking, sendo assim sucessivamente. O limite de usufruto de vaga repassada é de uma por federação.
As equipes que disputam a Série D geralmente são definidas pelo seu posicionamento na tabela de classificação de seus respectivos campeonatos estaduais. Quando nos estaduais existe algum participante que já disputa alguma divisão superior do Campeonato Brasileiro (Séries A, B ou C), a classificação para a Série D se dá a seguinte equipe melhor posicionada na tabela de classificação. Em alguns estados, os campeonatos locais servem apenas como classificação para a Copa do Brasil da temporada subsequente. A federação destes estados prefere realizar algum torneio paralelo ao estadual propriamente dito, para definir seu(s) representante(s) na Série D do Campeonato Brasileiro.

## Formato de disputa
Na primeira fase os 41 clubes foram divididos em sete grupos com cinco clubes cada e um grupo com seis clubes, agrupados regionalmente. Os dois primeiros de cada grupo classificaram-se à segunda fase, onde estes 16 clubes restantes jogaram em sistema eliminatório em jogos de ida e volta – iniciando-se nas oitavas de final – onde classificaram-se os clubes com melhor resultado agregado, considerando vitórias e gols marcados como visitante. Na terceira fase (quartas de final), os oito clubes restantes novamente jogaram em sistema eliminatório, idêntico ao da fase anterior, classificando-se os vencedores para as semifinais. Os clubes com melhor campanha jogaram a segunda partida em seu estádio.
Os quatro semifinalistas conquistaram o direito de disputar a Série C de 2015.
Os vencedores das semifinais jogaram as finais em ida e volta, com o clube de melhor campanha realizando a partida decisiva em seus domínios. O melhor resultado agregado nas finais coroou o campeão da Série D de 2014.

## Participantes
| Equipe               | Cidade                  | Estado | Como se classificou                             | Estádio (mando)          | Capacidade   | Títulos        |
| -------------------- | ----------------------- | ------ | ----------------------------------------------- | ------------------------ | ------------ | -------------- |
| Anapolina            | Anápolis                | GO     | Melhor classificado do Estadual 2014            | Jonas Duarte             | 10 707       | 0 (não possui) |
| Atlético Acreano     | Rio Branco              | AC     | Melhor classificado do Estadual 2014            | Arena da Floresta        | 13 700       | 0 (não possui) |
| Baraúnas             | Mossoró                 | RN     | 20º colocado da Série C de 2013                 | Nogueirão                | 3 500        | 0 (não possui) |
| Betim[a]             | Ipatinga                | MG     | Excluído da Série C de 2013[a]                  | Ipatingão                | 10 000       | 0 (não possui) |
| Boavista-RJ          | Saquarema               | RJ     | Vice-campeão da Copa Rio 2013                   | Eucyzão                  | 6 000        | 0 (não possui) |
| Brasil de Pelotas    | Pelotas                 | RS     | Campeão do Interior do Estadual 2014            | Bento Freitas            | 18 000       | 0 (não possui) |
| Brasiliense          | Taguatinga              | DF     | 18º colocado da Série C de 2013                 | Boca do Jacaré           | 27 000       | 0 (não possui) |
| Cabofriense          | Cabo Frio               | RJ     | Melhor colocado do Estadual 2014                | Correão                  | 520          | 0 (não possui) |
| Campinense           | Campina Grande          | PB     | Melhor colocado do Estadual 2014                | Amigão                   | 19 000       | 0 (não possui) |
| Central              | Caruaru                 | PE     | Melhor colocado do 1º turno do Estadual 2014    | Lacerdão                 | 18 000       | 0 (não possui) |
| Confiança            | Aracaju                 | SE     | Campeão do Estadual 2014                        | Presidente Médici[b]     | 10 000       | 0 (não possui) |
| Coruripe             | Coruripe                | AL     | Campeão do Estadual 2014                        | Gerson Amaral            | 7 000        | 0 (não possui) |
| Estrela do Norte     | Cachoeiro de Itapemirim | ES     | Campeão do Estadual 2014                        | Estádio do Sumaré        | 6 000        | 0 (não possui) |
| Genus[c]             | Porto Velho             | RO     | 6º melhor classificado do Estadual 2014         | Aluizão                  | 700          | 0 (não possui) |
| Globo                | Ceará-Mirim             | RN     | Melhor classificado do Estadual 2014            | Barrettão                | 10 068       | 0 (não possui) |
| Goianésia            | Goianésia               | GO     | 2° melhor classificado do Estadual 2014         | Valdeir José de Oliveira | 4 000        | 0 (não possui) |
| Grêmio Barueri       | Barueri                 | SP     | 19º colocado da Série C de 2013                 | Arena Barueri            | 31 452       | 0 (não possui) |
| Guarani de Palhoça   | Palhoça                 | SC     | 3º lugar da Copa Santa Catarina de 2013         | Renato Silveira          | 3 000        | 0 (não possui) |
| Guarany de Sobral    | Sobral                  | CE     | Melhor classificado do Estadual 2014            | Junco                    | 10 000       | 1 (2010)       |
| Interporto           | Porto Nacional          | TO     | Campeão do Estadual 2013                        | General Sampaio          | 2 000        | 0 (não possui) |
| Itaporã[d]           | Itaporã                 | MS     | 3º colocado do Estadual 2013                    | Douradão[d] Chavinha     | 28 000 5 000 | 0 (não possui) |
| Ituano               | Itu                     | SP     | Campeão do Estadual 2014                        | Novelli Júnior           | 18 560       | 0 (não possui) |
| Jacuipense           | Riachão do Jacuípe      | BA     | 4° melhor classificado da Copa Governador 2013  | Joia da Princesa         | 16 274       | 0 (não possui) |
| Londrina             | Londrina                | PR     | Campeão do Estadual 2014                        | Estádio do Café          | 30 300       | 0 (não possui) |
| Luziânia             | Luziânia                | DF     | Campeão do Estadual 2014                        | Serra do Lago            | 12 300       | 0 (não possui) |
| Maringá              | Maringá                 | PR     | Vice-campeão do Estadual 2014                   | Willie Davids            | 15 300       | 0 (não possui) |
| Metropolitano        | Blumenau                | SC     | Melhor classificado do Estadual 2014            | Bernardo Werner          | 3 624        | 0 (não possui) |
| Moto Club            | São Luís                | MA     | Melhor classificado do Estadual 2014            | Castelão                 | 40 000       | 0 (não possui) |
| Operário VG          | Várzea Grande           | MT     | Melhor classificado do Estadual 2014            | Arena Pantanal           | 42 968       | 0 (não possui) |
| Pelotas              | Pelotas                 | RS     | Campeão da Super Copa Gaúcha de 2013            | Boca do Lobo             | 23 336       | 0 (não possui) |
| Penapolense          | Penápolis               | SP     | 2° melhor classificado do Estadual 2014         | Tenente Carriço          | 2 000        | 0 (não possui) |
| Porto-PE             | Caruaru                 | PE     | 2º melhor colocado do 1º turno do Estadual 2014 | Lacerdão                 | 18 000       | 0 (não possui) |
| Princesa do Solimões | Manacapuru              | AM     | Campeão do Estadual 2013                        | Colina[e]                | 10 000       | 0 (não possui) |
| Remo                 | Belém                   | PA     | Campeão do Estadual 2014                        | Baenão                   | 12 000       | 0 (não possui) |
| Rio Branco-AC        | Rio Branco              | AC     | 21º colocado da Série C de 2013                 | Arena da Floresta        | 13 700       | 0 (não possui) |
| River-PI             | Teresina                | PI     | Campeão do Estadual 2014                        | Albertão                 | 44 200       | 0 (não possui) |
| Santos-AP            | Macapá                  | AP     | Campeão do Estadual 2013                        | Zerão                    | 13 680       | 0 (não possui) |
| São Raimundo-RR      | Boa Vista               | RR     | Campeão do Estadual 2014                        | Ribeirão                 | 3 000        | 0 (não possui) |
| Tombense             | Tombos                  | MG     | 2° melhor classificado do Estadual 2014         | Almeidão                 | 3 050        | 0 (não possui) |
| Villa Nova           | Nova Lima               | MG     | Melhor classificado do Estadual 2014            | Castor Cifuentes         | 5 160        | 0 (não possui) |
| Vitória da Conquista | Vitória da Conquista    | BA     | Melhor classificado do Estadual 2014            | Lomantão                 | 11 538       | 0 (não possui) |

- a. ^  O Betim foi excluído da Série C pelo STJD por ter entrado na Justiça Comum no ano anterior, sendo rebaixado a Série D. Em 21 de novembro de 2013, o clube retornou sua sede para Ipatinga e alterou seu nome para "Ipatinga Futebol Clube", mas devido a pendências junto a CBF ainda competiu como "Betim Esporte Clube".[12][13][14]
- b. ^  O Estádio Batistão, em Aracaju, está em reformas. O Confiança mandou seus jogos no Estádio Presidente Médici, em Itabaiana.[15]
- c. ^  O Ariquemes (2º melhor classificado), o Pimentense (3º), o Rolim de Moura (4º) e o União Cacoalense (5º) desistiram da vaga, e esta foi repassada ao Genus.[16]
- d. ^  O CENE (campeão) e o Naviraiense (vice-campeão) desistiram da vaga, e esta foi repassada ao Itaporã. O clube mandou seus jogos iniciais no Estádio Douradão, em Dourados e os demais em casa, no Estádio Chavinha.[17][18]
- e. ^  O Estádio Gilbertão, em Manacapuru, está fechado para reformas. O Princesa do Solimões jogou no Estádio Colina, em Manaus.[19]

## Estádios

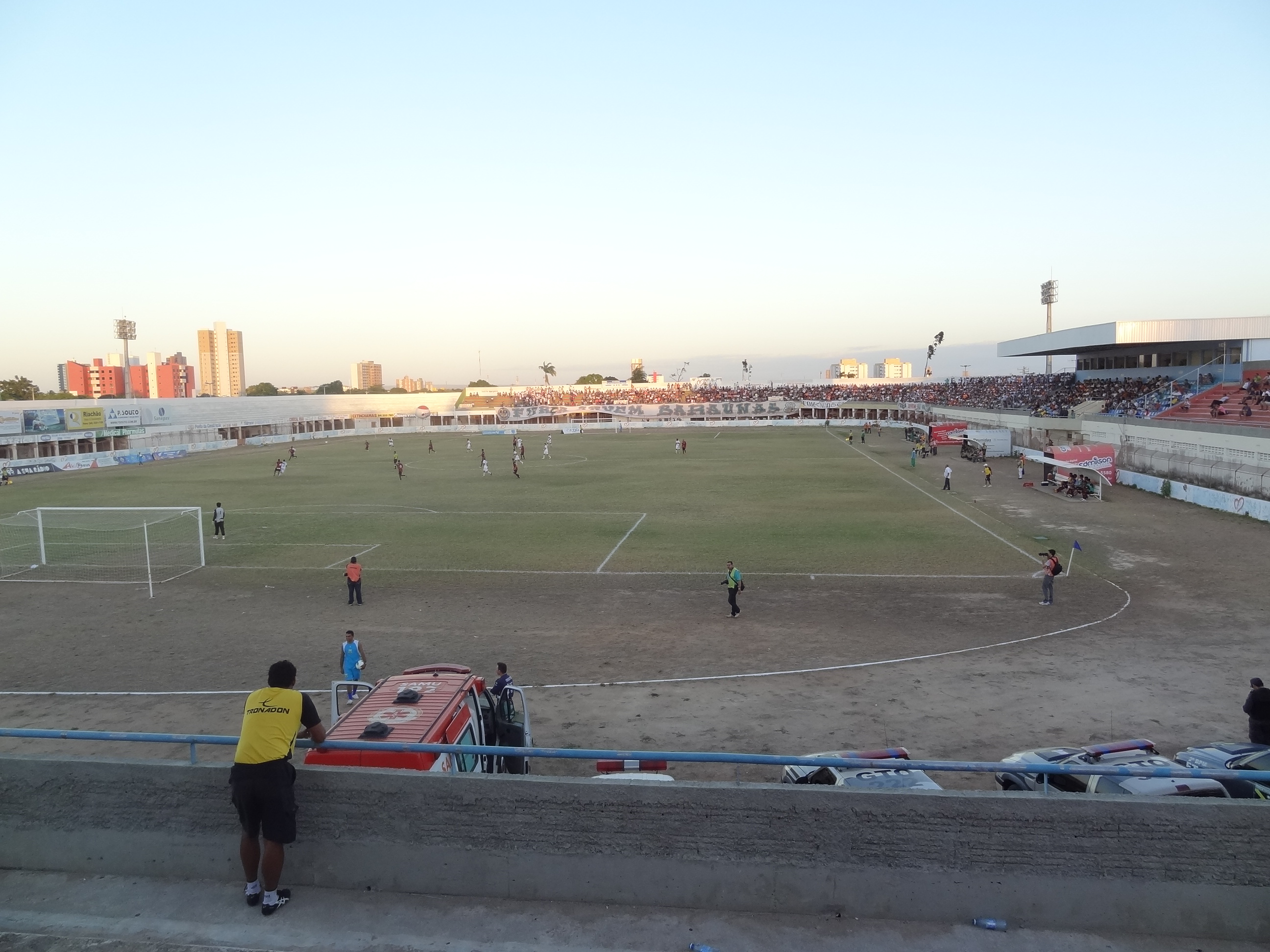
Nogueirão
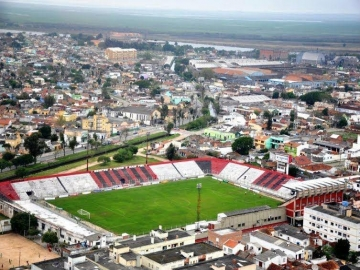
Bento Freitas
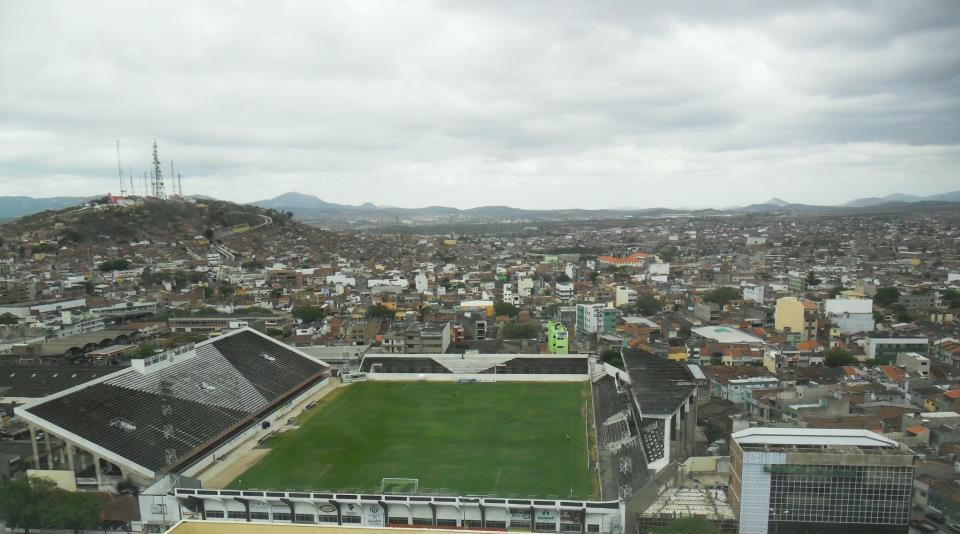
Lacerdão
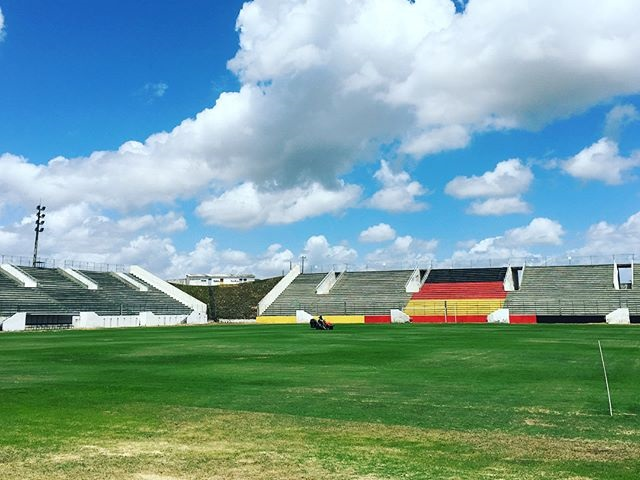
Barrettão
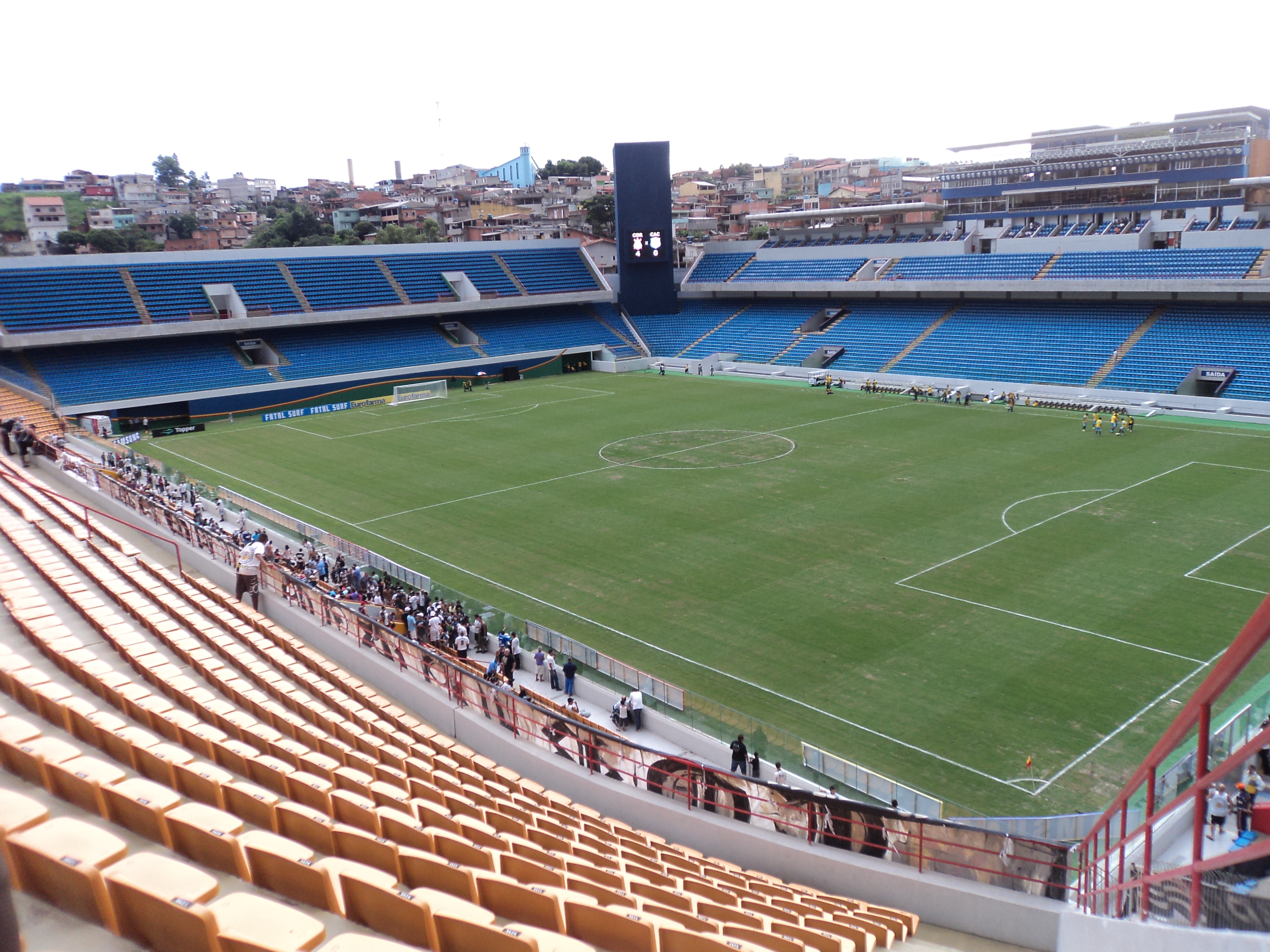
Arena Barueri
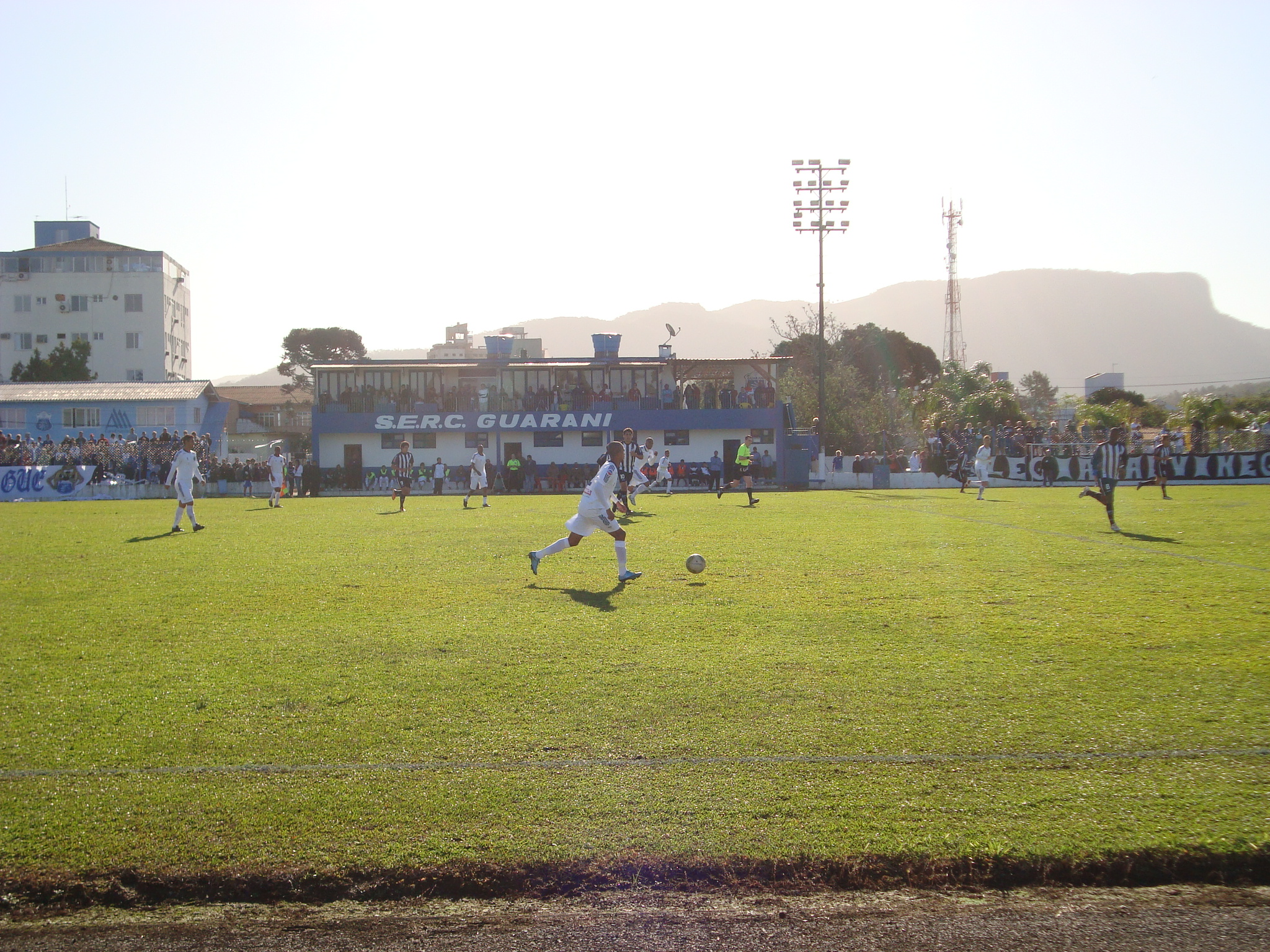
Renato Silveira
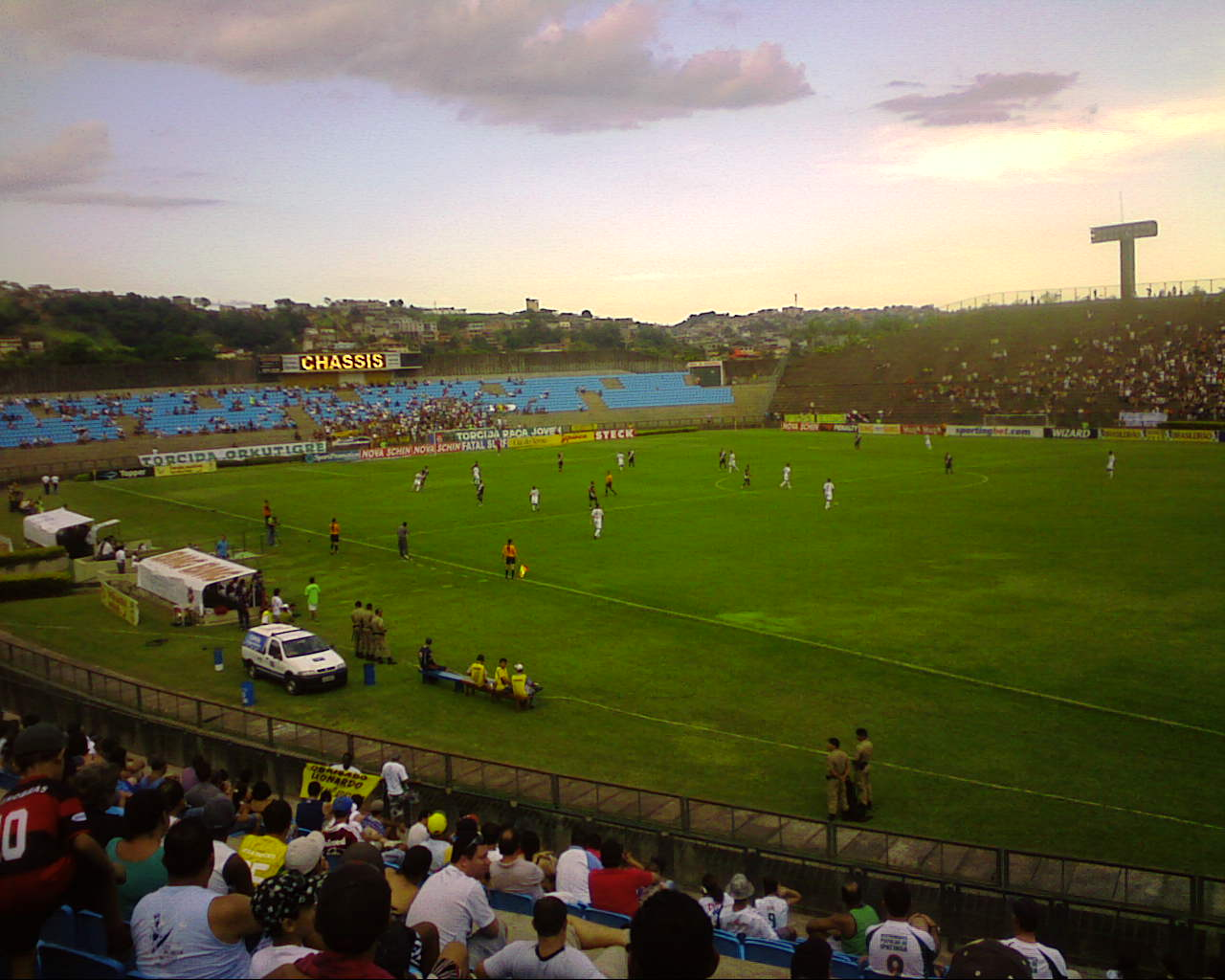
Ipatingão
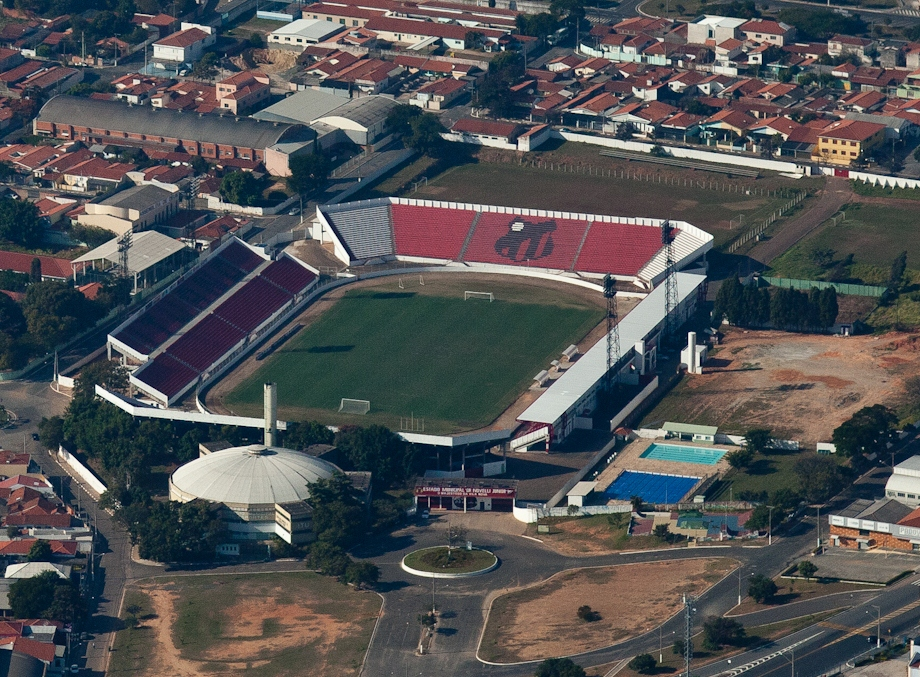
Novelli Júnior
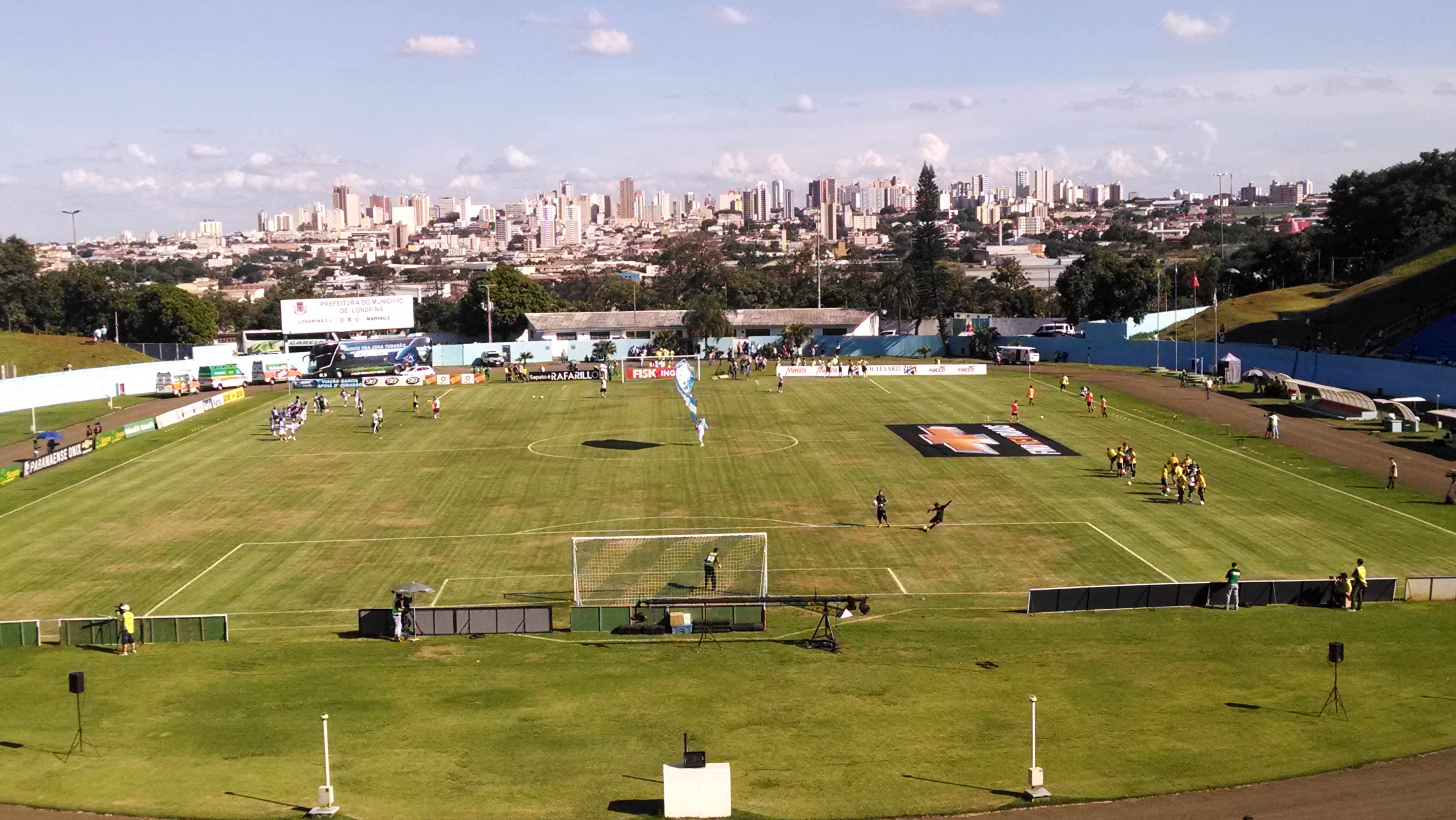
Estádio do Café
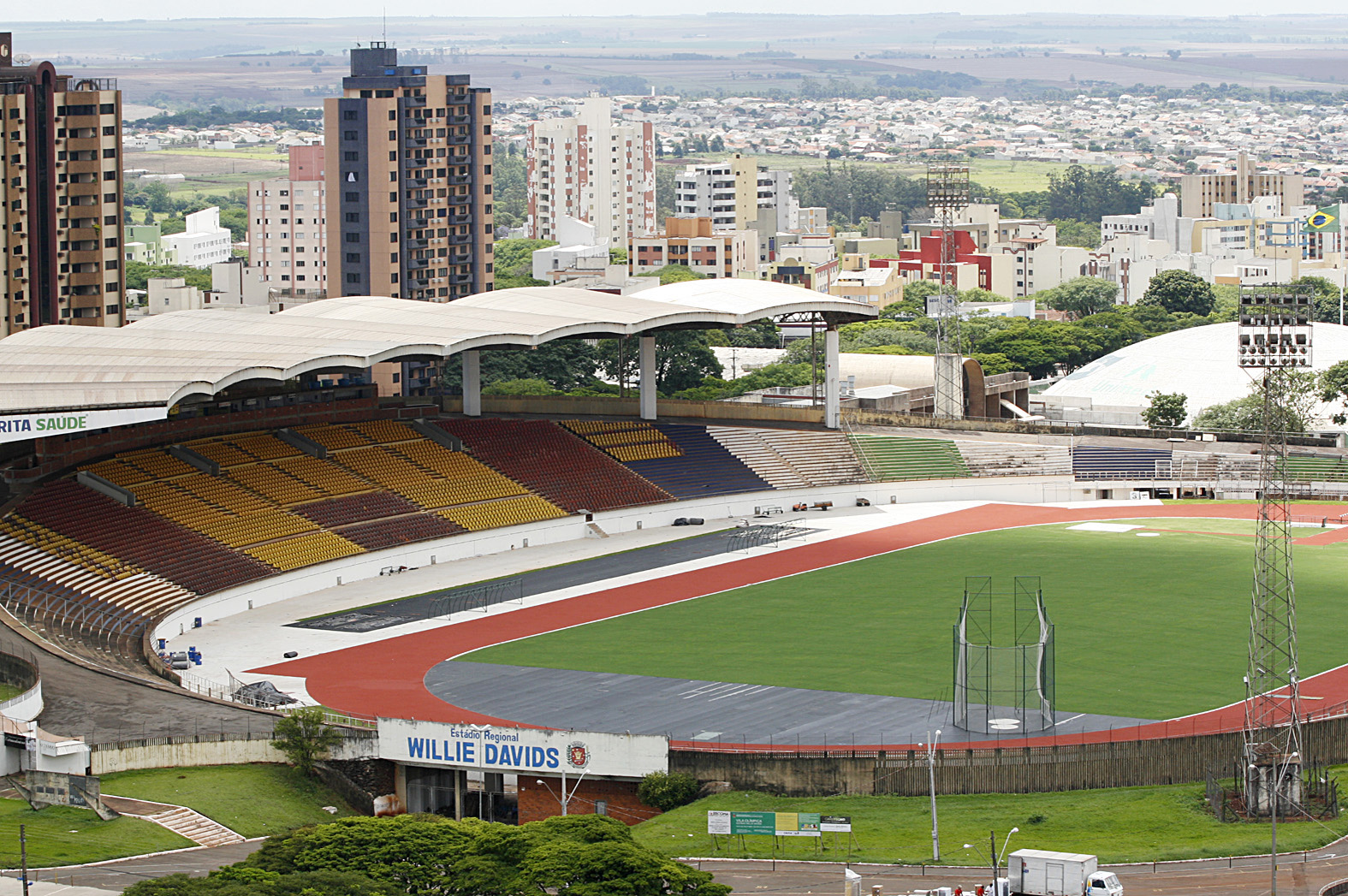
Estádio Willie Davids
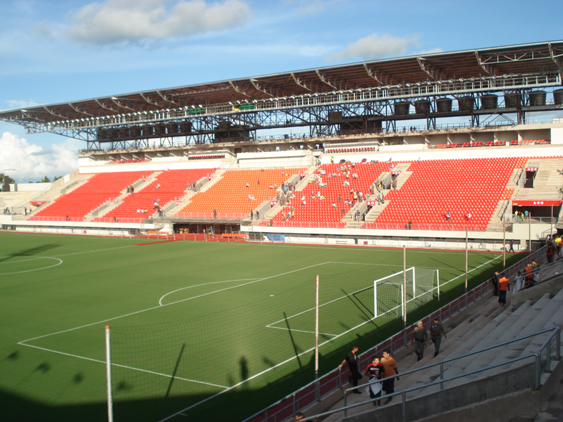
Arena da Floresta
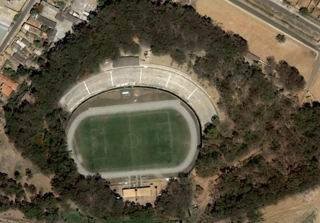
Lomantão
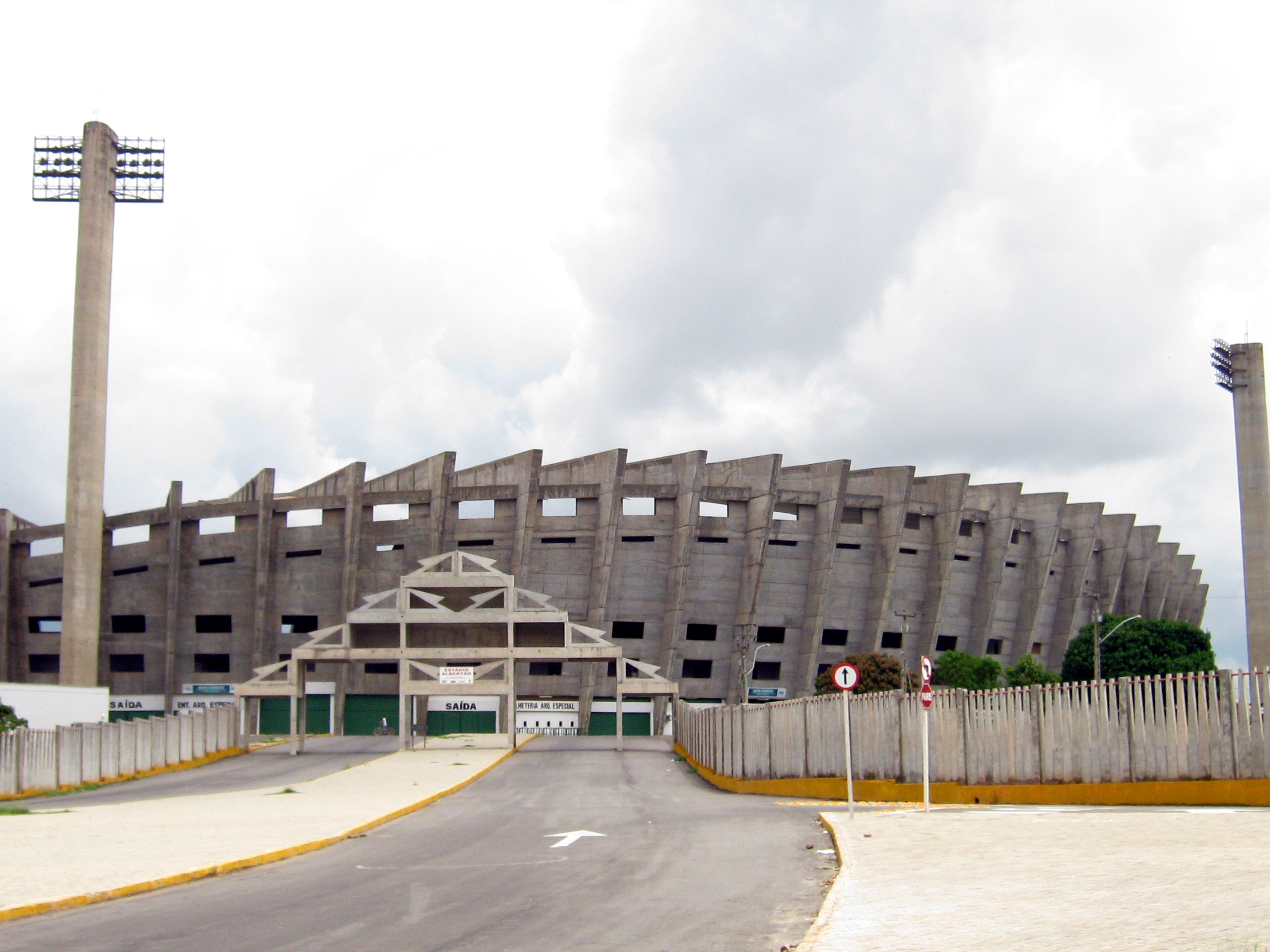
Albertão
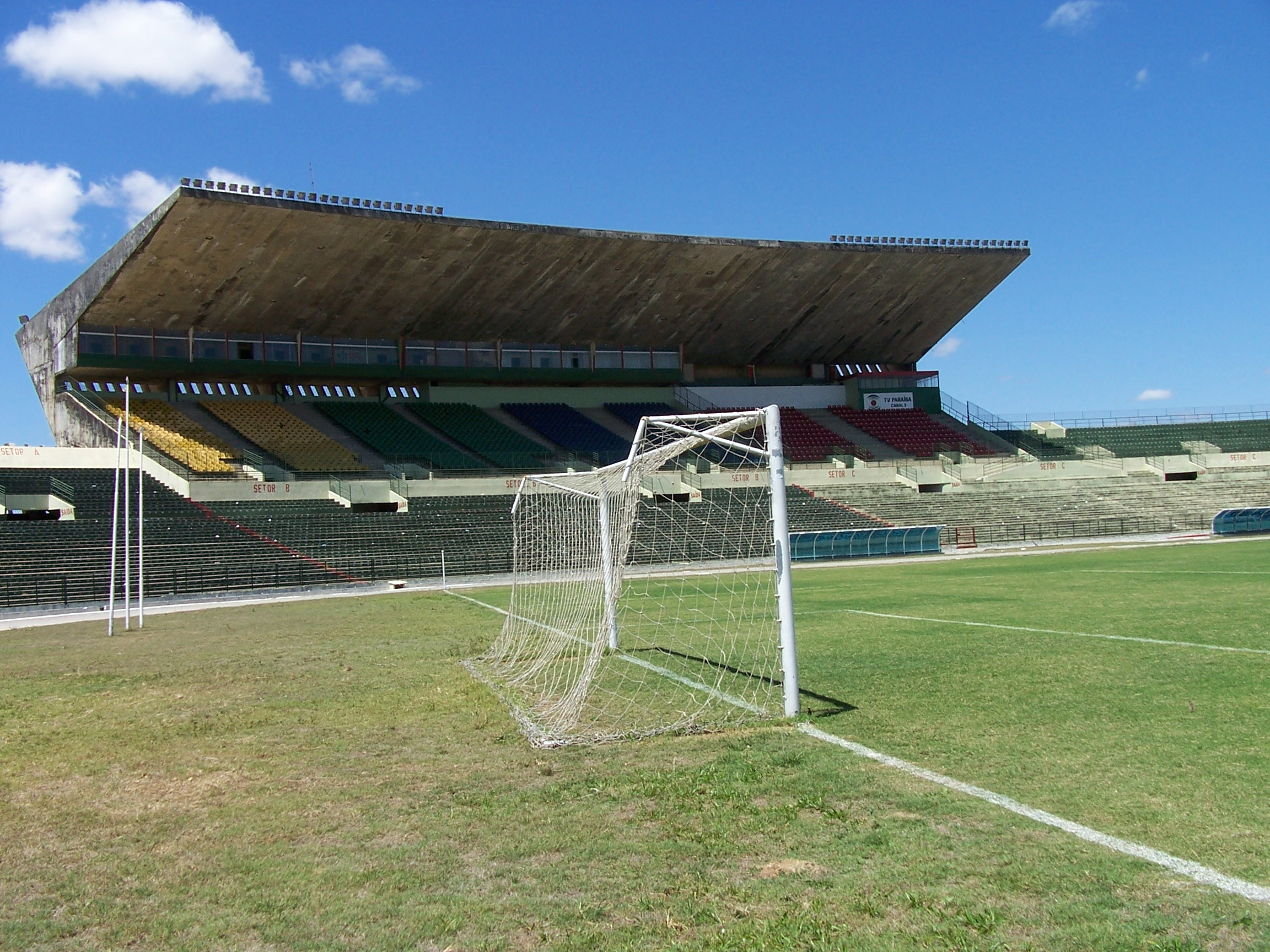
Amigão
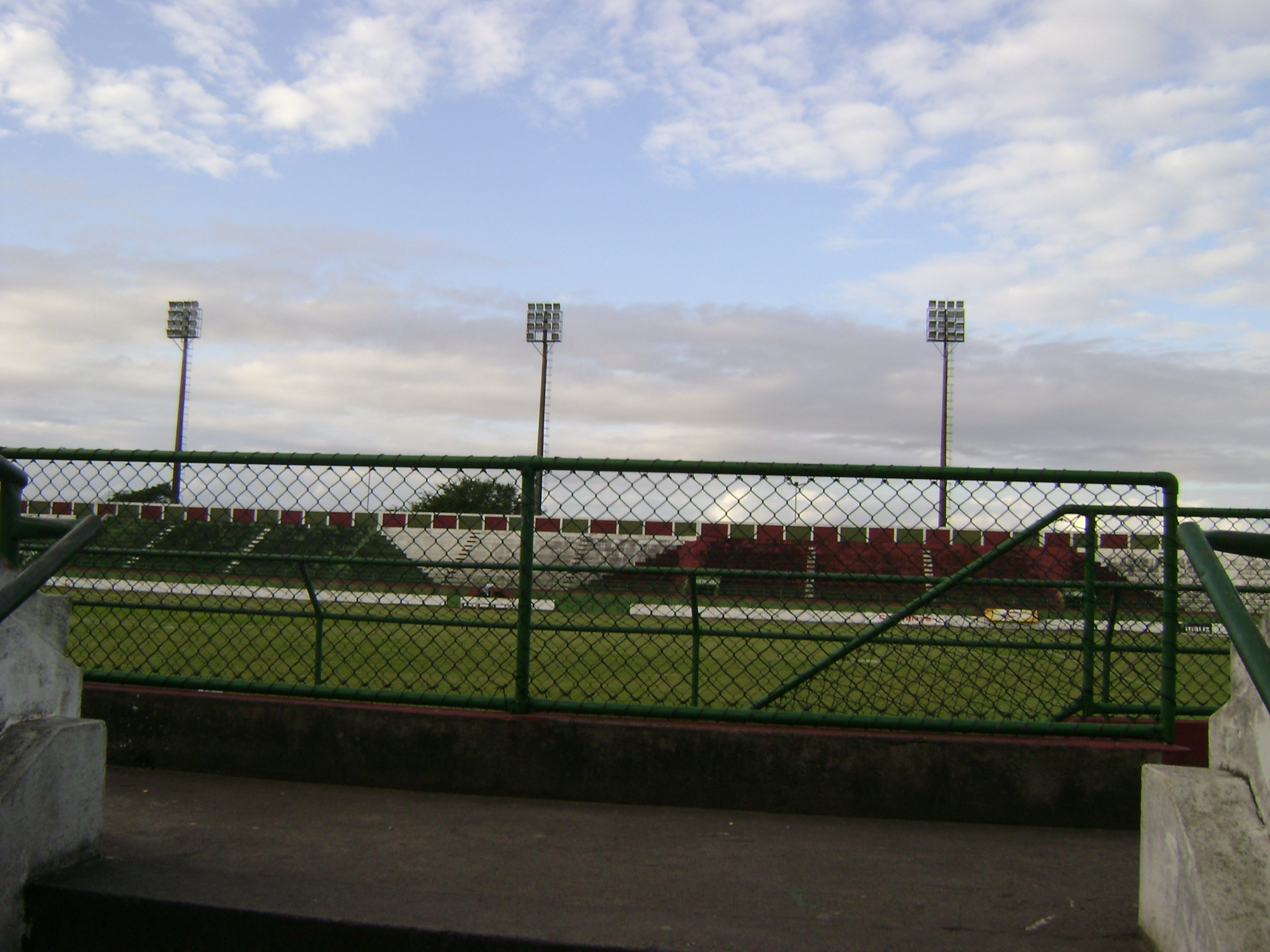
Joia da Princesa

## Primeira fase

### Grupo A1
| Pos | Equipes              | Pts | J  | V | E | D | GP | GC | SG  |
| --- | -------------------- | --- | -- | - | - | - | -- | -- | --- |
| 1   | Rio Branco-AC        | 20  | 10 | 6 | 2 | 2 | 18 | 7  | +11 |
| 2   | Santos-AP            | 16  | 10 | 5 | 1 | 4 | 16 | 12 | +4  |
| 3   | Princesa do Solimões | 16  | 10 | 5 | 1 | 4 | 15 | 14 | +1  |
| 4   | Atlético Acreano     | 14  | 10 | 4 | 2 | 4 | 15 | 14 | +1  |
| 5   | Genus                | 13  | 10 | 4 | 1 | 5 | 9  | 12 | –3  |
| 6   | São Raimundo-RR      | 7   | 10 | 2 | 1 | 7 | 10 | 24 | –14 |

|                      | AAC | GEN | PSO | RBA | SAP | SRR |
| -------------------- | --- | --- | --- | --- | --- | --- |
| Atlético Acreano     | —   | 1–0 | 5–2 | 0–1 | 0–0 | 2–1 |
| Genus                | 1–0 | —   | 0–2 | 1–0 | 2–0 | 2–2 |
| Princesa do Solimões | 2–1 | 3–2 | —   | 0–0 | 2–3 | 2–0 |
| Rio Branco-AC        | 2–2 | 2–0 | 0–1 | —   | 3–2 | 2–0 |
| Santos-AP            | 2–0 | 0–1 | 2–1 | 1–2 | —   | 3–0 |
| São Raimundo-RR      | 3–4 | 2–0 | 1–0 | 0–6 | 1–3 | —   |

|  |                                           |
|  | Zona de classificação para a próxima fase |

### Grupo A2
| Pos | Equipes           | Pts | J | V | E | D | GP | GC | SG  |
| --- | ----------------- | --- | - | - | - | - | -- | -- | --- |
| 1   | Moto Club         | 16  | 8 | 4 | 4 | 0 | 15 | 9  | +6  |
| 2   | Remo              | 14  | 8 | 4 | 2 | 2 | 15 | 10 | +5  |
| 3   | River-PI          | 91  | 8 | 3 | 4 | 1 | 16 | 9  | +7  |
| 4   | Guarany de Sobral | 6   | 8 | 2 | 0 | 6 | 9  | 20 | –11 |
| 5   | Interporto        | 5   | 8 | 1 | 2 | 5 | 9  | 16 | –7  |

|                   | GSO | IPT | MOT | REM | RIV |
| ----------------- | --- | --- | --- | --- | --- |
| Guarany de Sobral | —   | 2–1 | 0–1 | 2–4 | 1–2 |
| Interporto        | 2–1 | —   | 2–4 | 1–2 | 0–0 |
| Moto Club         | 3–1 | 2–2 | —   | 2–1 | 2–2 |
| Remo              | 0–1 | 3–0 | 1–1 | —   | 3–2 |
| River-PI          | 7–1 | 2–1 | 0–0 | 1–1 | —   |

|  |                                           |
|  | Zona de classificação para a próxima fase |

1O River-PI foi punido pelo STJD com a perda de quatro pontos por escalação de jogador irregular.

### Grupo A3
| Pos | Equipes    | Pts | J | V | E | D | GP | GC | SG |
| --- | ---------- | --- | - | - | - | - | -- | -- | -- |
| 1   | Jacuipense | 14  | 8 | 4 | 2 | 2 | 14 | 10 | +4 |
| 2   | Central    | 12  | 8 | 3 | 3 | 2 | 12 | 6  | +6 |
| 3   | Coruripe   | 10  | 8 | 2 | 4 | 2 | 7  | 8  | –1 |
| 4   | Campinense | 9   | 8 | 2 | 3 | 3 | 7  | 10 | –3 |
| 5   | Baraúnas   | 8   | 8 | 2 | 2 | 4 | 8  | 14 | –6 |

|            | BRN | CMP | CEN | CRP | JAC |
| ---------- | --- | --- | --- | --- | --- |
| Baraúnas   | —   | 3–0 | 1–1 | 1–1 | 2–0 |
| Campinense | 2–0 | —   | 1–0 | 0–2 | 1–1 |
| Central    | 5–0 | 1–1 | —   | 3–1 | 2–1 |
| Coruripe   | 1–0 | 0–0 | 0–0 | —   | 1–3 |
| Jacuipense | 4–1 | 3–2 | 1–0 | 1–1 | —   |

|  |                                           |
|  | Zona de classificação para a próxima fase |

### Grupo A4
| Pos | Equipes              | Pts | J | V | E | D | GP | GC | SG  |
| --- | -------------------- | --- | - | - | - | - | -- | -- | --- |
| 1   | Confiança            | 18  | 8 | 5 | 3 | 0 | 16 | 5  | +11 |
| 2   | Globo                | 16  | 8 | 5 | 1 | 2 | 15 | 9  | +6  |
| 3   | Porto-PE             | 15  | 8 | 4 | 3 | 1 | 10 | 5  | +5  |
| 4   | Vitória da Conquista | 3   | 8 | 0 | 3 | 5 | 4  | 16 | –12 |
| 5   | Betim                | 2   | 8 | 0 | 2 | 6 | 8  | 18 | –10 |

|                      | BET | CON | GLO | PTO | VCO |
| -------------------- | --- | --- | --- | --- | --- |
| Betim                | —   | 0–1 | 2–3 | 1–2 | 1–1 |
| Confiança            | 5–1 | —   | 2–1 | 1–1 | 3–0 |
| Globo                | 4–2 | 1–1 | —   | 1–0 | 3–1 |
| Porto-PE             | 1–0 | 1–1 | 1–0 | —   | 3–0 |
| Vitória da Conquista | 1–1 | 0–2 | 0–2 | 1–1 | —   |

|  |                                           |
|  | Zona de classificação para a próxima fase |

### Grupo A5
| Pos | Equipes          | Pts | J | V | E | D | GP | GC | SG  |
| --- | ---------------- | --- | - | - | - | - | -- | -- | --- |
| 1   | Brasiliense      | 16  | 8 | 4 | 4 | 0 | 14 | 5  | +9  |
| 2   | Anapolina        | 13  | 8 | 3 | 4 | 1 | 12 | 8  | +4  |
| 3   | Estrela do Norte | 12  | 8 | 3 | 3 | 2 | 11 | 11 | 0   |
| 4   | Itaporã          | 7   | 8 | 2 | 1 | 5 | 5  | 16 | –11 |
| 5   | Villa Nova       | –92 | 8 | 1 | 2 | 5 | 11 | 13 | –2  |

|                  | ANA | BRS | EST | IPR      | VNO      |
| ---------------- | --- | --- | --- | -------- | -------- |
| Anapolina        | —   | 1–1 | 0–0 | 3–0[wo1] | 1–1      |
| Brasiliense      | 1–1 | —   | 3–0 | 4–0      | 2–1      |
| Estrela do Norte | 4–3 | 1–1 | —   | 3–1      | 1–1      |
| Itaporã          | 0–1 | 0–0 | 1–0 | —        | 0–3[wo1] |
| Villa Nova       | 1–2 | 1–2 | 1–2 | 2–3      | —        |

|  |                                           |
|  | Zona de classificação para a próxima fase |

2O Villa Nova foi punido pelo STJD com a perda de quatorze pontos por escalação de jogador irregular.
- wo1. ^ O Itaporã abandonou a competição após a 7ª rodada. Pelo regulamento, como faltavam apenas três rodadas, o clube foi considerado derrotado nos jogos restantes por 3–0 (W.O.).[22]

### Grupo A6
| Pos | Equipes        | Pts | J | V | E | D | GP | GC | SG  |
| --- | -------------- | --- | - | - | - | - | -- | -- | --- |
| 1   | Tombense       | 18  | 8 | 6 | 0 | 2 | 15 | 6  | +9  |
| 2   | Operário VG    | 16  | 8 | 5 | 1 | 2 | 12 | 6  | +6  |
| 3   | Luziânia       | 14  | 8 | 4 | 2 | 2 | 11 | 7  | +4  |
| 4   | Goianésia      | 7   | 8 | 2 | 1 | 5 | 8  | 16 | –8  |
| 5   | Grêmio Barueri | 3   | 8 | 1 | 0 | 7 | 4  | 15 | –11 |

|                | GBR | GNS | LUZ | CEOV     | TOM |
| -------------- | --- | --- | --- | -------- | --- |
| Grêmio Barueri | —   | 1–2 | 0–1 | 0–3[wo2] | 3–1 |
| Goianésia      | 1–0 | —   | 1–1 | 0–2      | 1–2 |
| Luziânia       | 4–0 | 3–1 | —   | 0–0      | 0–1 |
| Operário VG    | 1–0 | 3–2 | 1–2 | —        | 1–0 |
| Tombense       | 2–0 | 4–0 | 3–0 | 2–1      | —   |

|  |                                           |
|  | Zona de classificação para a próxima fase |

- wo2. ^ Os jogadores do Grêmio Barueri se recusaram a entrar em campo devido a atrasos de salário e foram declarados perdedores por 3–0 (W.O.).[23]

### Grupo A7
| Pos | Equipes            | Pts | J | V | E | D | GP | GC | SG |
| --- | ------------------ | --- | - | - | - | - | -- | -- | -- |
| 1   | Brasil de Pelotas  | 16  | 8 | 5 | 1 | 2 | 8  | 4  | +4 |
| 2   | Ituano             | 13  | 8 | 4 | 1 | 3 | 10 | 8  | +2 |
| 3   | Cabofriense        | 12  | 8 | 4 | 0 | 4 | 13 | 16 | –3 |
| 4   | Maringá            | 11  | 8 | 3 | 2 | 3 | 11 | 8  | +3 |
| 5   | Guarani de Palhoça | 5   | 8 | 1 | 2 | 5 | 8  | 14 | –6 |

|                    | BPE | CAB | GPL | ITU | MGA |
| ------------------ | --- | --- | --- | --- | --- |
| Brasil de Pelotas  | —   | 2–1 | 2–0 | 1–0 | 0–0 |
| Cabofriense        | 1–0 | —   | 1–2 | 2–1 | 2–1 |
| Guarani de Palhoça | 0–1 | 3–4 | —   | 1–1 | 1–1 |
| Ituano             | 0–1 | 4–2 | 1–0 | —   | 1–0 |
| Maringá            | 2–1 | 3–0 | 3–1 | 1–2 | —   |

|  |                                           |
|  | Zona de classificação para a próxima fase |

### Grupo A8
| Pos | Equipes       | Pts | J | V | E | D | GP | GC | SG  |
| --- | ------------- | --- | - | - | - | - | -- | -- | --- |
| 1   | Londrina      | 18  | 8 | 5 | 3 | 0 | 11 | 4  | +7  |
| 2   | Metropolitano | 12  | 8 | 3 | 3 | 2 | 16 | 10 | +6  |
| 3   | Penapolense   | 12  | 8 | 3 | 3 | 2 | 11 | 6  | +5  |
| 4   | Pelotas       | 7   | 8 | 1 | 4 | 3 | 10 | 16 | –6  |
| 5   | Boavista-RJ   | 3   | 8 | 0 | 3 | 5 | 6  | 18 | –12 |

|               | BVT | LON | MET | PEL | PEN |
| ------------- | --- | --- | --- | --- | --- |
| Boavista-RJ   | —   | 0–1 | 0–6 | 0–0 | 0–2 |
| Londrina      | 1–1 | —   | 1–0 | 3–2 | 1–0 |
| Metropolitano | 3–2 | 1–1 | —   | 2–2 | 2–0 |
| Pelotas       | 3–1 | 0–3 | 2–2 | —   | 1–1 |
| Penapolense   | 2–2 | 0–0 | 2–0 | 4–0 | —   |

|  |                                           |
|  | Zona de classificação para a próxima fase |

### Desempenho por rodada
|          | 1    | 2   | 3   | 4   | 5   | 6    | 7    | 8    | 9   | 10  |
| Grupo A1 | RBA  | RBA | RBA | RBA | RBA | RBA  | RBA  | RBA  | RBA | RBA |
| Grupo A2 | RIV  | RIV | MOT | MOT | GSO | RIV  | RIV  | REM  | REM | MOT |
| Grupo A3 | JAC  | JAC | JAC | JAC | JAC | JAC  | JAC  | JAC  | JAC | JAC |
| Grupo A4 | PTO  | PTO | GLO | GLO | PTO | PTO  | CON  | CON  | CON | CON |
| Grupo A5 | BRS  | BRS | BRS | BRS | BRS | BRS  | BRS  | BRS  | BRS | BRS |
| Grupo A6 | CEOV | TOM | TOM | TOM | TOM | CEOV | CEOV | CEOV | TOM | TOM |
| Grupo A7 | GPL  | BPE | BPE | MGA | BPE | BPE  | BPE  | BPE  | ITU | BPE |
| Grupo A8 | MET  | LON | LON | LON | LON | LON  | LON  | LON  | LON | LON |

|          | 1   | 2   | 3   | 4   | 5   | 6   | 7   | 8   | 9   | 10  |
| Grupo A1 | SRR | AAC | GEN | GEN | AAC | AAC | SRR | SRR | SRR | SRR |
| Grupo A2 | GSO | GSO | GSO | IPT | IPT | IPT | IPT | IPT | IPT | IPT |
| Grupo A3 | CRP | CRP | CRP | CRP | BRN | CRP | BRN | BRN | BRN | BRN |
| Grupo A4 | GLO | VCO | VCO | VCO | VCO | VCO | BET | BET | BET | BET |
| Grupo A5 | IPR | EST | VNO | VNO | VNO | VNO | VNO | VNO | VNO | VNO |
| Grupo A6 | GNS | GNS | GBR | GBR | GBR | GNS | GBR | GBR | GBR | GBR |
| Grupo A7 | ITU | CAB | ITU | ITU | CAB | GPL | GPL | GPL | GPL | GPL |
| Grupo A8 | BVT | BVT | PEL | PEL | BVT | PEL | BVT | BVT | BVT | BVT |

## Classificação para a fase final
Na fase final, diferentemente do que ocorreu em edições passadas, os confrontos foram definidos através das médias de pontuação nas campanhas dos times, sempre levando-se em conta as fases anteriores. Como primeiro critério foi considerado a pontuação média (por jogo), ou o aproveitamento; posteriormente a média de saldo de gols; e por fim, sorteio. Este critério foi adotado em razão das equipes do Grupo 1 terem dois jogos a mais do que as demais equipes. Dessa forma, o time de melhor campanha enfrentou o time de pior campanha; o de segunda melhor campanha enfrentou o de segunda pior campanha, e assim sucessivamente. Esse formato foi aplicado em todas as etapas de mata-mata.
Tabela de classificação após a primeira fase
| Pos. | Primeiros dos grupos | Pts | J  | V | E | D | GP | GC | SG  | MGP  | Ap    |
| ---- | -------------------- | --- | -- | - | - | - | -- | -- | --- | ---- | ----- |
| 1    | Confiança            | 18  | 8  | 5 | 3 | 0 | 16 | 5  | +11 | 2    | 75%   |
| 2    | Tombense             | 18  | 8  | 6 | 0 | 2 | 15 | 6  | +9  | 1,87 | 75%   |
| 3    | Londrina             | 18  | 8  | 5 | 3 | 0 | 11 | 4  | +7  | 1,37 | 75%   |
| 4    | Moto Club            | 16  | 8  | 4 | 4 | 0 | 15 | 9  | +6  | 1,87 | 66,7% |
| 5    | Rio Branco-AC        | 20  | 10 | 6 | 2 | 2 | 18 | 7  | +11 | 1,8  | 66,7% |
| 6    | Brasiliense          | 16  | 8  | 4 | 4 | 0 | 14 | 5  | +9  | 1,75 | 66,7% |
| 7    | Brasil de Pelotas    | 16  | 8  | 5 | 1 | 2 | 8  | 4  | +4  | 1    | 66,7% |
| 8    | Jacuipense           | 14  | 8  | 4 | 2 | 2 | 14 | 10 | +4  | 1,75 | 58,3% |

| Pos. | Segundos dos grupos | Pts | J  | V | E | D | GP | GC | SG | MGP  | Ap    |
| ---- | ------------------- | --- | -- | - | - | - | -- | -- | -- | ---- | ----- |
| 9    | Globo               | 16  | 8  | 5 | 1 | 2 | 15 | 9  | +6 | 1,87 | 66,7% |
| 10   | Operário VG         | 16  | 8  | 5 | 1 | 2 | 12 | 6  | +6 | 1,5  | 66,7% |
| 11   | Remo                | 14  | 8  | 4 | 2 | 2 | 15 | 10 | +5 | 1,87 | 58,3% |
| 12   | Anapolina           | 13  | 8  | 3 | 4 | 1 | 12 | 8  | +4 | 1,5  | 54,2% |
| 13   | Ituano              | 13  | 8  | 4 | 1 | 3 | 10 | 8  | +2 | 1,25 | 54,2% |
| 14   | Santos-AP           | 16  | 10 | 5 | 1 | 4 | 16 | 12 | +4 | 1,6  | 53,3% |
| 15   | Metropolitano       | 12  | 8  | 3 | 3 | 2 | 16 | 10 | +6 | 2    | 50%   |
| 16   | Central             | 12  | 8  | 3 | 3 | 2 | 12 | 6  | +6 | 1,5  | 50%   |

Tabela de classificação após as oitavas de final
| Pos. | Primeiros dos grupos | Pts | J  | V | E | D | GP | GC | SG  | MGP | Ap    |
| ---- | -------------------- | --- | -- | - | - | - | -- | -- | --- | --- | ----- |
| 1    | Londrina             | 24  | 10 | 7 | 3 | 0 | 17 | 4  | +13 | 1,7 | 80%   |
| 2    | Confiança            | 22  | 10 | 6 | 4 | 0 | 18 | 6  | +12 | 1,8 | 73,3% |
| 3    | Tombense             | 22  | 10 | 7 | 1 | 2 | 17 | 7  | +10 | 1,7 | 73,3% |
| 4    | Brasiliense          | 20  | 10 | 5 | 5 | 0 | 17 | 7  | +10 | 1,7 | 66,7% |
| 5    | Brasil de Pelotas    | 20  | 10 | 6 | 2 | 2 | 12 | 4  | +8  | 1,2 | 66,7% |
| 6    | Moto Club            | 19  | 10 | 5 | 4 | 1 | 16 | 10 | +6  | 1,6 | 63,3% |
| 7    | Jacuipense           | 17  | 10 | 5 | 2 | 3 | 17 | 13 | +4  | 1,7 | 56,7% |
| 8    | Anapolina            | 15  | 10 | 3 | 6 | 1 | 14 | 10 | +4  | 1,4 | 50%   |

Tabela de classificação após as quartas de final
| Pos. | Primeiros dos grupos | Pts | J  | V | E | D | GP | GC | SG  | MGP  | Ap    |
| ---- | -------------------- | --- | -- | - | - | - | -- | -- | --- | ---- | ----- |
| 1    | Londrina             | 28  | 12 | 8 | 4 | 0 | 19 | 4  | +15 | 1,58 | 77,7% |
| 2    | Confiança            | 26  | 12 | 7 | 5 | 0 | 20 | 6  | +14 | 1,66 | 72,2% |
| 3    | Tombense             | 26  | 12 | 8 | 2 | 2 | 21 | 9  | +12 | 1,75 | 72,2% |
| 4    | Brasil de Pelotas    | 23  | 12 | 7 | 2 | 3 | 15 | 7  | +8  | 1,25 | 63,8% |

Tabela de classificação após as semifinais
| Pos. | Primeiros dos grupos | Pts | J  | V | E | D | GP | GC | SG  | MGP  | Ap    |
| ---- | -------------------- | --- | -- | - | - | - | -- | -- | --- | ---- | ----- |
| 1    | Tombense             | 30  | 14 | 9 | 3 | 2 | 23 | 10 | +13 | 1,64 | 71,4% |
| 2    | Brasil de Pelotas    | 27  | 14 | 8 | 3 | 3 | 20 | 10 | +10 | 1,42 | 64,3% |

## Fase final
Em itálico, os times que possuem o mando de campo no primeiro jogo do confronto e em negrito os times classificados.
|  | Oitavas de final              | Oitavas de final              | Oitavas de final              | Oitavas de final              |       |                         | Quartas de final   | Quartas de final   | Quartas de final   | Quartas de final   |  |                   | Semifinais                    | Semifinais                    | Semifinais                    | Semifinais                    |                   |   | Final              | Final              | Final              | Final              |  |  |
|  | 28 de setembro a 4 de outubro | 28 de setembro a 4 de outubro | 28 de setembro a 4 de outubro | 28 de setembro a 4 de outubro |       |                         | 12 e 19 de outubro | 12 e 19 de outubro | 12 e 19 de outubro | 12 e 19 de outubro |  |                   | 25 de outubro e 2 de novembro | 25 de outubro e 2 de novembro | 25 de outubro e 2 de novembro | 25 de outubro e 2 de novembro |                   |   | 9 e 16 de novembro | 9 e 16 de novembro | 9 e 16 de novembro | 9 e 16 de novembro |  |  |
|  |                               |                               |                               |                               |       |                         |                    |                    |                    |                    |  |                   |                               |                               |                               |                               |                   |   |                    |                    |                    |                    |  |  |
|  | Operário VG                   | 0                             | 0                             | 0                             |       |                         |                    |                    |                    |                    |  |                   |                               |                               |                               |                               |                   |   |                    |                    |                    |                    |  |  |
|  | Brasil de Pelotas             | 0                             | 4                             | 4                             |       |                         |                    |                    |                    |                    |  |                   |                               |                               |                               |                               |                   |   |                    |                    |                    |                    |  |  |
|  | Brasil de Pelotas             | 0                             | 4                             | 4                             |       | Brasil de Pelotas (pen) | 2                  | 1                  | 3 (4)              |                    |  |                   |                               |                               |                               |                               |                   |   |                    |                    |                    |                    |  |  |
|  |                               |                               |                               |                               |       | Brasil de Pelotas (pen) | 2                  | 1                  | 3 (4)              |                    |  |                   |                               |                               |                               |                               |                   |   |                    |                    |                    |                    |  |  |
|  |                               | Brasiliense                   | 1                             | 2                             | 3 (3) |                         |                    |                    |                    |                    |  |                   |                               |                               |                               |                               |                   |   |                    |                    |                    |                    |  |  |
|  | Remo                          | Brasiliense                   | 1                             | 2                             | 3 (3) | 1                       | 1                  | 2                  |                    |                    |  |                   |                               |                               |                               |                               |                   |   |                    |                    |                    |                    |  |  |
|  | Remo                          |                               |                               |                               |       | 1                       | 1                  | 2                  |                    |                    |  |                   |                               |                               |                               |                               |                   |   |                    |                    |                    |                    |  |  |
|  | Brasiliense                   | 2                             | 1                             | 3                             |       |                         |                    |                    |                    |                    |  |                   |                               |                               |                               |                               |                   |   |                    |                    |                    |                    |  |  |
|  | Brasiliense                   | 2                             | 1                             | 3                             |       |                         |                    |                    |                    |                    |  | Brasil de Pelotas | 3                             | 2                             | 5                             |                               |                   |   |                    |                    |                    |                    |  |  |
|  |                               |                               |                               |                               |       |                         |                    |                    |                    |                    |  | Brasil de Pelotas | 3                             | 2                             | 5                             |                               |                   |   |                    |                    |                    |                    |  |  |
|  |                               | Londrina                      | 1                             | 2                             | 3     |                         |                    |                    |                    |                    |  |                   |                               |                               |                               |                               |                   |   |                    |                    |                    |                    |  |  |
|  | Anapolina (pen)               | Londrina                      | 1                             | 2                             | 3     | 1                       | 1                  | 2 (13)             |                    |                    |  |                   |                               |                               |                               |                               |                   |   |                    |                    |                    |                    |  |  |
|  | Anapolina (pen)               |                               |                               |                               |       | 1                       | 1                  | 2 (13)             |                    |                    |  |                   |                               |                               |                               |                               |                   |   |                    |                    |                    |                    |  |  |
|  | Rio Branco-AC                 | 1                             | 1                             | 2 (12)                        |       |                         |                    |                    |                    |                    |  |                   |                               |                               |                               |                               |                   |   |                    |                    |                    |                    |  |  |
|  | Rio Branco-AC                 | 1                             | 1                             | 2 (12)                        |       | Anapolina               | 0                  | 0                  | 0                  |                    |  |                   |                               |                               |                               |                               |                   |   |                    |                    |                    |                    |  |  |
|  |                               |                               |                               |                               |       | Anapolina               | 0                  | 0                  | 0                  |                    |  |                   |                               |                               |                               |                               |                   |   |                    |                    |                    |                    |  |  |
|  |                               | Londrina                      | 2                             | 0                             | 2     |                         |                    |                    |                    |                    |  |                   |                               |                               |                               |                               |                   |   |                    |                    |                    |                    |  |  |
|  | Santos-AP                     | Londrina                      | 2                             | 0                             | 2     | 0                       | 0                  | 0                  |                    |                    |  |                   |                               |                               |                               |                               |                   |   |                    |                    |                    |                    |  |  |
|  | Santos-AP                     |                               |                               |                               |       | 0                       | 0                  | 0                  |                    |                    |  |                   |                               |                               |                               |                               |                   |   |                    |                    |                    |                    |  |  |
|  | Londrina                      | 1                             | 5                             | 6                             |       |                         |                    |                    |                    |                    |  |                   |                               |                               |                               |                               |                   |   |                    |                    |                    |                    |  |  |
|  | Londrina                      | 1                             | 5                             | 6                             |       |                         |                    |                    |                    |                    |  |                   |                               |                               |                               |                               | Brasil de Pelotas | 0 | 0                  | 0 (2)              |                    |                    |  |  |
|  |                               |                               |                               |                               |       |                         |                    |                    |                    |                    |  |                   |                               |                               |                               |                               |                   | 0 | 0                  | 0 (2)              |                    |                    |  |  |
|  |                               | Tombense (pen)                | 0                             | 0                             | 0 (4) |                         |                    |                    |                    |                    |  |                   |                               |                               |                               |                               |                   |   |                    |                    |                    |                    |  |  |
|  | Ituano                        | Tombense (pen)                | 0                             | 0                             | 0 (4) | 1                       | 0                  | 1 (1)              |                    |                    |  |                   |                               |                               |                               |                               |                   |   |                    |                    |                    |                    |  |  |
|  | Ituano                        |                               |                               |                               |       | 1                       | 0                  | 1 (1)              |                    |                    |  |                   |                               |                               |                               |                               |                   |   |                    |                    |                    |                    |  |  |
|  | Moto Club (pen)               | 0                             | 1                             | 1 (3)                         |       |                         |                    |                    |                    |                    |  |                   |                               |                               |                               |                               |                   |   |                    |                    |                    |                    |  |  |
|  | Moto Club (pen)               | 0                             | 1                             | 1 (3)                         |       | Moto Club               | 2                  | 0                  | 2                  |                    |  |                   |                               |                               |                               |                               |                   |   |                    |                    |                    |                    |  |  |
|  |                               |                               |                               |                               |       | Moto Club               | 2                  | 0                  | 2                  |                    |  |                   |                               |                               |                               |                               |                   |   |                    |                    |                    |                    |  |  |
|  |                               | Tombense                      | 2                             | 2                             | 4     |                         |                    |                    |                    |                    |  |                   |                               |                               |                               |                               |                   |   |                    |                    |                    |                    |  |  |
|  | Metropolitano                 | Tombense                      | 2                             | 2                             | 4     | 1                       | 0                  | 1                  |                    |                    |  |                   |                               |                               |                               |                               |                   |   |                    |                    |                    |                    |  |  |
|  | Metropolitano                 |                               |                               |                               |       | 1                       | 0                  | 1                  |                    |                    |  |                   |                               |                               |                               |                               |                   |   |                    |                    |                    |                    |  |  |
|  | Tombense                      | 1                             | 1                             | 2                             |       |                         |                    |                    |                    |                    |  |                   |                               |                               |                               |                               |                   |   |                    |                    |                    |                    |  |  |
|  | Tombense                      | 1                             | 1                             | 2                             |       |                         |                    |                    |                    |                    |  | Tombense          | 1                             | 1                             | 2                             |                               |                   |   |                    |                    |                    |                    |  |  |
|  |                               |                               |                               |                               |       |                         |                    |                    |                    |                    |  | Tombense          | 1                             | 1                             | 2                             |                               |                   |   |                    |                    |                    |                    |  |  |
|  |                               | Confiança                     | 0                             | 1                             | 1     |                         |                    |                    |                    |                    |  |                   |                               |                               |                               |                               |                   |   |                    |                    |                    |                    |  |  |
|  | Globo                         | Confiança                     | 0                             | 1                             | 1     | 1                       | 2                  | 3                  |                    |                    |  |                   |                               |                               |                               |                               |                   |   |                    |                    |                    |                    |  |  |
|  | Globo                         |                               |                               |                               |       | 1                       | 2                  | 3                  |                    |                    |  |                   |                               |                               |                               |                               |                   |   |                    |                    |                    |                    |  |  |
|  | Jacuipense (gf)               | 3                             | 0                             | 3                             |       |                         |                    |                    |                    |                    |  |                   |                               |                               |                               |                               |                   |   |                    |                    |                    |                    |  |  |
|  | Jacuipense (gf)               | 3                             | 0                             | 3                             |       | Jacuipense              | 0                  | 0                  | 0                  |                    |  |                   |                               |                               |                               |                               |                   |   |                    |                    |                    |                    |  |  |
|  |                               |                               |                               |                               |       | Jacuipense              | 0                  | 0                  | 0                  |                    |  |                   |                               |                               |                               |                               |                   |   |                    |                    |                    |                    |  |  |
|  |                               | Confiança                     | 2                             | 0                             | 2     |                         |                    |                    |                    |                    |  |                   |                               |                               |                               |                               |                   |   |                    |                    |                    |                    |  |  |
|  | Central                       | Confiança                     | 2                             | 0                             | 2     | 0                       | 1                  | 1                  |                    |                    |  |                   |                               |                               |                               |                               |                   |   |                    |                    |                    |                    |  |  |
|  | Central                       |                               |                               |                               |       | 0                       | 1                  | 1                  |                    |                    |  |                   |                               |                               |                               |                               |                   |   |                    |                    |                    |                    |  |  |
|  | Confiança                     | 1                             | 1                             | 2                             |       |                         |                    |                    |                    |                    |  |                   |                               |                               |                               |                               |                   |   |                    |                    |                    |                    |  |  |

| Aumento | Equipes promovidas à Série C de 2015 |

## Artilharia
| Gols | Jogador       | Time              |
| ---- | ------------- | ----------------- |
| 8    | Nena          | Brasil de Pelotas |
| 7    | Ricardo Lopes | Globo             |
| 6    | Éberson       | Cabofriense       |
| 6    | Eduardo       | River-PI          |
| 6    | Fabiano       | Moto Club         |
| 6    | Rafael        | São Raimundo-RR   |
| 6    | Rodrigo       | Brasiliense       |

## Premiação
| Campeonato Brasileiro 2014 Série D         |
| Minas Gerais                               |
| ------------------------------------------ |
| Tombense Futebol Clube Campeão (1º título) |

## Maiores públicos
Esses foram os dez maiores públicos do Campeonato: 
| Nº | Público[PP] | Mandante          | Placar | Visitante         | Estádio         | Data           | Rodada    | Ref.   |
| -- | ----------- | ----------------- | ------ | ----------------- | --------------- | -------------- | --------- | ------ |
| 1  | 18 864      | Remo              | 1–2    | Brasiliense       | Mangueirão      | 28 de setembro | Oitavas   | [ 25 ] |
| 2  | 10 605      | Operário VG       | 1–0    | Tombense          | Arena Pantanal  | 3 de agosto    | 3ª        | [ 26 ] |
| 3  | 10 209      | Londrina          | 0–0    | Anapolina         | Estádio do Café | 19 de outubro  | Quartas   | [ 27 ] |
| 4  | 9 733       | Moto Club         | 2–2    | Tombense          | Castelão        | 12 de outubro  | Quartas   | [ 28 ] |
| 5  | 8 430       | Moto Club         | 1–0    | Ituano            | Castelão        | 3 de outubro   | Oitavas   | [ 29 ] |
| 6  | 8 292       | Central           | 0–1    | Confiança         | Lacerdão        | 28 de setembro | Oitavas   | [ 30 ] |
| 7  | 7 977       | Central           | 1–1    | Campinense        | Lacerdão        | 27 de julho    | 2ª        | [ 31 ] |
| 8  | 7 842       | Londrina          | 2–2    | Brasil de Pelotas | Estádio do Café | 1 de novembro  | Semifinal | [ 32 ] |
| 9  | 7 672       | Brasil de Pelotas | 0–0    | Tombense          | Bento Freitas   | 9 de novembro  | Final     | [ 33 ] |
| 10 | 7 552       | Central           | 5–0    | Baraúnas          | Lacerdão        | 21 de setembro | 10ª       | [ 34 ] |

- PP. ^ Considera-se apenas o público pagante

## Menores públicos
Esses foram os dez menores públicos do Campeonato: 
| Nº | Público[PP] | Mandante             | Placar | Visitante            | Estádio           | Data           | Rodada | Ref.   |
| -- | ----------- | -------------------- | ------ | -------------------- | ----------------- | -------------- | ------ | ------ |
| 1  | 30          | Santos-AP            | 3–0    | São Raimundo-RR      | Zerão             | 7 de setembro  | 8ª     | [ 35 ] |
| 1  | 30          | Santos-AP            | 2–0    | Atlético Acreano     | Zerão             | 14 de setembro | 9ª     | [ 36 ] |
| 3  | 43          | Vitória da Conquista | 0–2    | Globo                | Lomanto Júnior    | 13 de setembro | 9ª     | [ 37 ] |
| 4  | 45          | Guarani de Palhoça   | 3–4    | Cabofriense          | Renato Silveira   | 21 de setembro | 10ª    | [ 38 ] |
| 5  | 50          | São Raimundo-RR      | 0–6    | Rio Branco-AC        | Ribeirão          | 20 de setembro | 10ª    | [ 39 ] |
| 6  | 54          | Atlético Acreano     | 1–0    | Genus                | Arena da Floresta | 20 de setembro | 10ª    | [ 40 ] |
| 7  | 56          | Boavista-RJ          | 0–0    | Pelotas              | Eucy Rezende      | 26 de julho    | 2ª     | [ 41 ] |
| 7  | 56          | Maringá              | 3–1    | Guarani de Palhoça   | Willie Davids     | 14 de setembro | 9ª     | [ 42 ] |
| 9  | 65          | Cabofriense          | 2–1    | Maringá              | Correão           | 23 de agosto   | 6ª     | [ 43 ] |
| 10 | 78          | Betim                | 1–1    | Vitória da Conquista | Ipatingão         | 19 de setembro | 10ª    | [ 44 ] |

- PP. ^ Considera-se apenas o público pagante

## Médias de público
Essas são as médias de público dos clubes no Campeonato. Considera-se apenas os jogos da equipe como mandante e o público pagante:
| 1. Central – 7 676 2. Moto Club – 6 696 3. Remo – 6 495 4. Porto-PE – 6 072 5. Londrina – 5 064 6. Anapolina – 5 048 7. Brasil de Pelotas – 3 946 8. Operário VG – 3 456 9. River-PI – 3 071 10. Confiança – 2 602 | 1. Campinense – 2 569 2. Metropolitano – 1 317 3. Globo – 1 257 4. Brasiliense – 1 255 5. Estrela do Norte – 1 249 6. Princesa do Solimões – 1 183 7. Rio Branco-AC – 1 155 8. Maringá – 1 141 9. Ituano – 1 108 10. Tombense – 965 | 1. Guarany de Sobral – 822 2. Pelotas – 720 3. Penapolense – 622 4. Atlético Acreano – 501 5. Coruripe – 490 6. Luziânia – 489 7. Jacuipense – 456 8. Baraúnas – 435 9. Vitória da Conquista – 385 10. Betim – 377 | 1. Interporto – 341 2. Villa Nova – 318 3. Guarani de Palhoça – 309 4. Genus – 308 5. Santos-AP – 283 6. São Raimundo-RR – 237 7. Goianésia – 227 8. Grêmio Barueri – 222 9. Itaporã – 168 10. Cabofriense – 158 11. Boavista-RJ – 125 |

## Mudança de técnicos
| Clube                | Antecessor         | Motivo                        | Data           | Última partida                  | Rod | Pos         | Sucessor                    | Ref.          |
| -------------------- | ------------------ | ----------------------------- | -------------- | ------------------------------- | --- | ----------- | --------------------------- | ------------- |
| Ituano               | Fahel Júnior       | Resignado                     | 21 de julho    | Ituano 0–1 Brasil de Pelotas    | 1ª  | 5° (Gr. A7) | Tarcísio Pugliese           | [ 46 ] [ 47 ] |
| Cabofriense          | Alexandre Barroso  | Demitido                      | 29 de julho    | Brasil-PEL 2–1 Cabofriense      | 2ª  | 5° (Gr. A7) | Alfredo Sampaio             | [ 48 ] [ 49 ] |
| Goianésia            | Careca de Paiva    | Demitido                      | 29 de julho    | Tombense 4–0 Goianésia          | 2ª  | 5° (Gr. A6) | Jorge Saran                 | [ 50 ]        |
| Vitória da Conquista | Sérgio Odilom      | Resignado                     | 3 de agosto    | Vit. Conquista 0–2 Confiança    | 3ª  | 5° (Gr. A4) | Evandro Guimarães           | [ 51 ] [ 52 ] |
| Anapolina            | Alfinete           | Resignado                     | 4 de agosto    | Estrela do Norte 4–3 Anapolina  | 3ª  | 2° (Gr. A5) | Edson Júnior                | [ 53 ] [ 54 ] |
| Guarany-CE           | Edson Leivinha     | Demitido                      | 4 de agosto    | Moto Club 3–1 Guarany-CE        | 3ª  | 5° (Gr. A2) | Maurílio Silva              | [ 55 ]        |
| Grêmio Barueri       | Paulo Fernandes    | Remanejado                    | 5 de agosto    | Goianésia 1–0 Grêmio Barueri    | 3ª  | 5° (Gr. A6) | Eder Silveira               | [ 56 ]        |
| Betim                | Ney da Matta       | Resignado                     | 6 de agosto    | Betim 2–3 Globo                 | 3ª  | 4° (Gr. A4) | Ricardo Barreto             | [ 57 ] [ 58 ] |
| River-PI             | Josué Teixeira     | Demitido                      | 15 de agosto   | River-PI 0–0 Moto Club          | 4ª  | 3° (Gr. A2) | Flávio Barros               | [ 59 ] [ 60 ] |
| Metropolitano        | Abel Ribeiro       | Resignado                     | 17 de agosto   | Metropolitano 2–2 Pelotas       | 5ª  | 3° (Gr. A8) | Pingo                       | [ 61 ] [ 62 ] |
| Boavista-RJ          | Luiz Antônio       | Demitido                      | 18 de agosto   | Boavista-RJ 0–1 Londrina        | 5ª  | 5° (Gr. A8) | Márcio Bittencourt          | [ 63 ] [ 64 ] |
| Villa Nova           | Walter Murilo      | Demitido                      | 28 de agosto   | Villa Nova 1–2 Estrela do Norte | 6ª  | 5° (Gr. A5) | Wallace Lemos               | [ 65 ]        |
| Campinense           | Freitas Nascimento | Demitido                      | 31 de agosto   | Campinense 0–2 Coruripe         | 7ª  | 4° (Gr. A3) | Francisco Diá               | [ 66 ] [ 67 ] |
| Itaporã              | Denilson Rafaine   | Resignado                     | 4 de setembro  | Estrela do Norte 3–1 Itaporã    | 7ª  | 3° (Gr. A5) | Sem substituto[a1]          | [ 68 ]        |
| Maringá              | Claudemir Sturion  | Contratado pelo Foz do Iguaçu | 12 de setembro | Brasil-PEL 0–0 Maringá          | 8ª  | 3° (Gr. A7) | Cláudio Zurlo (interino)    | [ 69 ]        |
| Globo                | Higor César        | Resignado                     | 15 de setembro | Vit. Conquista 0–2 Globo        | 9ª  | 3° (Gr. A4) | Ivanildo Freitas (interino) | [ 70 ] [ 71 ] |

Notas
- A1 ^  Logo após o pedido de demissão do técnico Denilson Rafaine, o Itaporã anunciou a desistência do campeonato.[22]

## Classificação geral
A classificação geral leva em conta a colocação dos clubes em cada uma das fases, a partir da fase final, e não a pontuação total.
| Pos | Times                | Pts | J  | V | E | D | GP | GC | SG  | Classificação                                            |
| --- | -------------------- | --- | -- | - | - | - | -- | -- | --- | -------------------------------------------------------- |
| 1   | Tombense             | 32  | 16 | 9 | 5 | 2 | 23 | 10 | +13 | Promovidos à Série C em 2015 e finalistas                |
| 2   | Brasil de Pelotas    | 29  | 16 | 8 | 5 | 3 | 20 | 10 | +10 | Promovidos à Série C em 2015 e finalistas                |
| 3   | Londrina             | 29  | 14 | 8 | 5 | 1 | 22 | 9  | +13 | Promovidos à Série C em 2015 e eliminados nas semifinais |
| 4   | Confiança            | 27  | 14 | 7 | 6 | 1 | 21 | 8  | +13 | Promovidos à Série C em 2015 e eliminados nas semifinais |
| 5   | Brasiliense          | 23  | 12 | 6 | 5 | 1 | 20 | 10 | +10 | Eliminados nas quartas de final                          |
| 6   | Moto Club            | 20  | 12 | 5 | 5 | 2 | 18 | 14 | +4  | Eliminados nas quartas de final                          |
| 7   | Jacuipense           | 18  | 12 | 5 | 3 | 4 | 17 | 15 | +2  | Eliminados nas quartas de final                          |
| 8   | Anapolina            | 16  | 12 | 3 | 7 | 2 | 14 | 12 | +2  | Eliminados nas quartas de final                          |
| 9   | Rio Branco-AC        | 22  | 12 | 6 | 4 | 2 | 20 | 9  | +11 | Eliminados nas oitavas de final                          |
| 10  | Globo                | 19  | 10 | 6 | 1 | 3 | 18 | 12 | +6  | Eliminados nas oitavas de final                          |
| 11  | Operário VG          | 17  | 10 | 5 | 2 | 3 | 12 | 10 | +2  | Eliminados nas oitavas de final                          |
| 12  | Ituano               | 16  | 10 | 5 | 1 | 4 | 11 | 9  | +2  | Eliminados nas oitavas de final                          |
| 13  | Santos-AP            | 16  | 12 | 5 | 1 | 6 | 16 | 18 | –2  | Eliminados nas oitavas de final                          |
| 14  | Remo                 | 15  | 10 | 4 | 3 | 3 | 17 | 13 | +4  | Eliminados nas oitavas de final                          |
| 15  | Metropolitano        | 13  | 10 | 3 | 4 | 3 | 17 | 12 | +5  | Eliminados nas oitavas de final                          |
| 16  | Central              | 13  | 10 | 3 | 4 | 3 | 13 | 8  | +5  | Eliminados nas oitavas de final                          |
| 17  | Princesa do Solimões | 16  | 10 | 5 | 1 | 4 | 15 | 14 | +1  | Eliminados na primeira fase                              |
| 18  | Porto-PE             | 15  | 8  | 4 | 3 | 1 | 10 | 5  | +5  | Eliminados na primeira fase                              |
| 19  | Luziânia             | 14  | 8  | 4 | 2 | 2 | 11 | 7  | +4  | Eliminados na primeira fase                              |
| 20  | Atlético Acreano     | 14  | 10 | 4 | 2 | 4 | 15 | 14 | +1  | Eliminados na primeira fase                              |
| 21  | Genus                | 13  | 10 | 4 | 1 | 5 | 9  | 12 | –3  | Eliminados na primeira fase                              |
| 22  | Cabofriense          | 12  | 8  | 4 | 0 | 4 | 13 | 16 | –3  | Eliminados na primeira fase                              |
| 23  | Penapolense          | 12  | 8  | 3 | 3 | 2 | 11 | 6  | +5  | Eliminados na primeira fase                              |
| 24  | Estrela do Norte     | 12  | 8  | 3 | 3 | 2 | 11 | 11 | 0   | Eliminados na primeira fase                              |
| 25  | Maringá              | 11  | 8  | 3 | 2 | 3 | 11 | 8  | +3  | Eliminados na primeira fase                              |
| 26  | Coruripe             | 10  | 8  | 2 | 4 | 2 | 7  | 8  | –1  | Eliminados na primeira fase                              |
| 27  | River-PI             | 91  | 8  | 3 | 4 | 1 | 16 | 9  | +7  | Eliminados na primeira fase                              |
| 28  | Campinense           | 9   | 8  | 2 | 3 | 3 | 7  | 10 | –3  | Eliminados na primeira fase                              |
| 29  | Baraúnas             | 8   | 8  | 2 | 2 | 4 | 8  | 14 | –6  | Eliminados na primeira fase                              |
| 30  | Goianésia            | 7   | 8  | 2 | 1 | 5 | 8  | 16 | –8  | Eliminados na primeira fase                              |
| 31  | Itaporã              | 7   | 8  | 2 | 1 | 5 | 5  | 16 | –11 | Eliminados na primeira fase                              |
| 32  | São Raimundo-RR      | 7   | 10 | 2 | 1 | 7 | 10 | 24 | –14 | Eliminados na primeira fase                              |
| 33  | Pelotas              | 7   | 8  | 1 | 4 | 3 | 10 | 16 | –6  | Eliminados na primeira fase                              |
| 34  | Guarany de Sobral    | 6   | 8  | 2 | 0 | 6 | 9  | 20 | –11 | Eliminados na primeira fase                              |
| 35  | Guarani de Palhoça   | 5   | 8  | 1 | 2 | 5 | 8  | 14 | –6  | Eliminados na primeira fase                              |
| 36  | Interporto           | 5   | 8  | 1 | 2 | 5 | 9  | 16 | –7  | Eliminados na primeira fase                              |
| 37  | Grêmio Barueri       | 3   | 8  | 1 | 0 | 7 | 4  | 15 | –11 | Eliminados na primeira fase                              |
| 38  | Boavista-RJ          | 3   | 8  | 0 | 3 | 5 | 6  | 18 | –12 | Eliminados na primeira fase                              |
| 39  | Vitória da Conquista | 3   | 8  | 0 | 3 | 5 | 4  | 16 | –12 | Eliminados na primeira fase                              |
| 40  | Betim                | 2   | 8  | 0 | 2 | 6 | 8  | 18 | –10 | Eliminados na primeira fase                              |
| 41  | Villa Nova           | –92 | 8  | 1 | 2 | 5 | 11 | 13 | –2  | Eliminados na primeira fase                              |

1O River-PI foi punido pelo STJD com a perda de quatro pontos por escalação de jogador irregular.

2O Villa Nova foi punido pelo STJD com a perda de quatorze pontos por escalação de jogador irregular.